# Timarete
Timarete, tätig wahrscheinlich in hellenistischer Zeit, war eine griechische Malerin aus Athen. Sie war die Tochter eines Malers namens Mikon, wahrscheinlich nicht der berühmte Maler Mikon, und wurde besonders für ein altertümliches Bild der Artemis von Ephesos gelobt. Plinius der Ältere, Naturalis historia 35, 147 nennt sie die erste der Malerinnen, noch vor Eirene, Kalypso, Aristarete, Iaia und Olympias.